# 我的中国心 (节目)
我的中国心（英语：My Patriot Heart），是香港凤凰卫视文献大型人物纪录片栏目，2009年开播。节目以独特视角梳理中华人民共和国建国以来为经济腾飞、政治自由、社会进步、民族复兴做出杰出贡献的团体及个人，记录大师辉煌成就，抒写赤子爱国热忱。
2015年起，此节目在凤凰卫视中文台、欧洲台、美洲台、澳洲版停播，但在香港台则继续播出其粤语版本直到2016年3月為止；2017年起，香港台再次开始播出本节目。

## 冠名
本节目由雪花啤酒独家冠名（至2014年末止）。但由于欧洲台、美洲台、澳洲版为当地机构代播，因此不会出现冠名广告，但片头依然显示“雪花”二字；而香港台则会在片头播出的过程中，将冠名商的名称盖住。

## 历史
本节目最初仅在凤凰卫视中文台、欧洲台、美洲台、澳洲版播出。2012年起，该节目推出其粤语版本在香港台播出。
2014年1月1日起，由于凤凰卫视中文台、欧洲台、美洲台、澳洲版、香港台推出其高清版本，节目实行高标清同步广播。

## 播出时间[2]
除了在鳳凰衛視中文台播出的是最新紀錄片外，在鳳凰衛視香港台、鳳凰衛視美洲台、鳳凰衛視歐洲台、鳳凰衛視澳洲版四個頻道所播出的紀錄片均相對較舊。
- 凤凰卫视中文台
首播：香港时间周六10:05-10:55
重播：周日5:30-6:20、21:40-22:30

- 凤凰卫视香港台（以粤语形式配音播出）
首播：香港时间周一、周三、周五22:00-23:00；
重播：周二、周四、周六4:10-5:00、7:30-8:20、11:00-11:50、17:10-18:00

- 凤凰卫视美洲台
首播：美国西岸时间周六5:05-6:00
重播：周六19:00-20:00、周一1:15-2:15

- 凤凰卫视欧洲台
首播：伦敦时间周六21:00-22:00
重播：周日7:35-8:30

- 凤凰卫视澳洲版
首播：悉尼时间周六21:00-22:00
重播：周日6:00-7:00、16:35-17:30

## 每期介绍过的人物
以下节目播出时间以中文台为准。
- 1月3日：钱三强
- 2月7日：季羡林
- 2月14日：张澜
- 2月21日：梁思成
- 2月28日：费孝通
- 3月7日：霍英东
- 3月21日：驻藏女干部
- 3月28日：赵朴初
- 4月4日：汪道涵
- 4月18日：蒋经国
- 4月25日：廖承志
- 5月2日：陈独秀、胡适
- 5月9日：徐悲鸿
- 5月16日：陈景润
- 5月23日：王进喜
- 5月30日：蒋南翔

- 2月27日：丰子恺
- 3月6日：毛岸英
- 3月13日：刘丹丹
- 3月20日：马本斋
- 3月27日：李宗仁
- 4月3日、2011年3月26日：胡耀邦
- 4月10日：叶剑英
- 4月17日：毛泽东
- 5月1日：奋飞
- 5月8日：张伯驹
- 5月15日：周有光
- 5月22日：毛泽东
- 5月29日：证严法师
- 6月5日：辜振甫

- 2月18日：蒋英
- 2月25日：孔飞
- 3月3日：吕公良、陈中柱
- 3月10日：任弼时
- 3月17日：松树的风格
- 3月24日：邓子恢
- 3月31日、4月7日：张季鸾
- 4月14日：琼崖纵队
- 4月21日：万里
- 4月28日：沈鹏
- 5月5日：邓颖超
- 5月12日：潜行-两岸密使探寻录
- 5月19日：钱锺书
- 5月26日：邓华
- 6月2日：胡志明
- 6月9日：贺龙、薛明
- 6月16日：关露
- 6月23日：基辛格
- 6月30日：西哈努克
- 7月7日：耿飚
- 7月14日：金日成
- 7月21日：纪登奎
- 7月28日：费彝民
- 8月4日：孙越崎
- 8月11日：张志新
- 8月18日：陈丕显
- 8月25日：司徒雷登
- 9月1日：王观澜
- 9月8日：熊向晖、阎又文
- 9月15日：孙明瑾、戴安澜（重播）
- 9月29日：蒋君超、白杨
- 10月6日：丁文江
- 10月13日：刘半农、钱玄同
- 10月20日：我亲爱的第二祖国
- 10月27日：叶飞
- 11月3日：王芸生
- 11月10日：夜夜梦台湾
- 11月17日：杜润生
- 11月24日：贾拓夫
- 12月1日：王定国
- 12月8日：黄克诚
- 12月15日：粟裕
- 12月22日：郭沫若
- 12月29日：邓宝珊

- 1月5日：严家训、陈钟书
- 1月12日：唐淮源、王甲本
- 1月19日：曹聚仁
- 1月26日：刘桂五、杨靖宇
- 2月2日：在苏联长大的红色后代
- 2月9日、2月16日：白崇禧
- 2月23日：方方
- 3月2日：贺炳炎
- 3月9日：耿世民
- 3月16日、3月30日：胡乔木
- 3月23日：吴仁宝
- 4月6日：将军一去
- 4月13日：王铭章、柴意新
- 4月20日：王世英
- 4月27日：牟宜之
- 5月4日：吴祖光
- 5月11日：张光宇
- 5月18日：陶勇
- 5月25日：抗日战争中的中国空军
- 6月1日：寇庆延
- 6月8日：廖承志
- 6月15日：白寿彝
- 6月22日：吴印咸
- 6月29日：冯仲云、薛雯
- 7月6日：王兆相
- 7月13日、7月20日：马识途
- 7月27日：习仲勋（10月12日为纪念习仲勋诞辰100周年重播）
- 8月3日：孙犁
- 8月10日：周有光
- 8月17日：蒋翊武、陈天华
- 8月24日：常香玉
- 8月31日：章伯钧
- 9月7日：李卓然
- 9月14日：刘湘
- 9月21日：周山
- 9月28日：刘绍棠
- 10月5日：刘志丹
- 10月19日：郝梦龄、范築先
- 10月26日：刘震、武士敏
- 11月9日：黄炎培
- 11月16日：张秀山
- 11月23日：傅崇碧
- 11月30日：杨虎城
- 12月7日：阎锡山
- 12月14日：周培源
- 12月21日：红线女
- 12月28日、2014年1月4日：毛泽东

- 1月11日：杨绛
- 1月18日：苏慧廉
- 1月25日：宗怀德
- 2月1日：邓颖超
- 2月8日：张爱萍
- 2月15日：欧阳中石
- 2月22日：杨度、辜鸿铭
- 3月1日：严复、王国维
- 3月8日：韩复榘
- 3月15日：司徒美堂
- 3月22日：高岗
- 3月29日：韦国清
- 4月5日：华国锋
- 4月12日：中国人民志愿军烈士墓地
- 4月19日：罗青长
- 4月26日：王洛宾
- 5月3日：黄维
- 5月10日：焦裕禄
- 5月17日：谷牧
- 5月24日：张善子
- 5月31日：在韩志愿军遗骸归国记
- 6月7日：郝柏村
- 6月14日：井氏兄弟
- 6月21日：路景荣、黄永淮
- 6月28日：中国援非医疗队
- 7月5日：杨小凯